# Alstom X'Trapolis

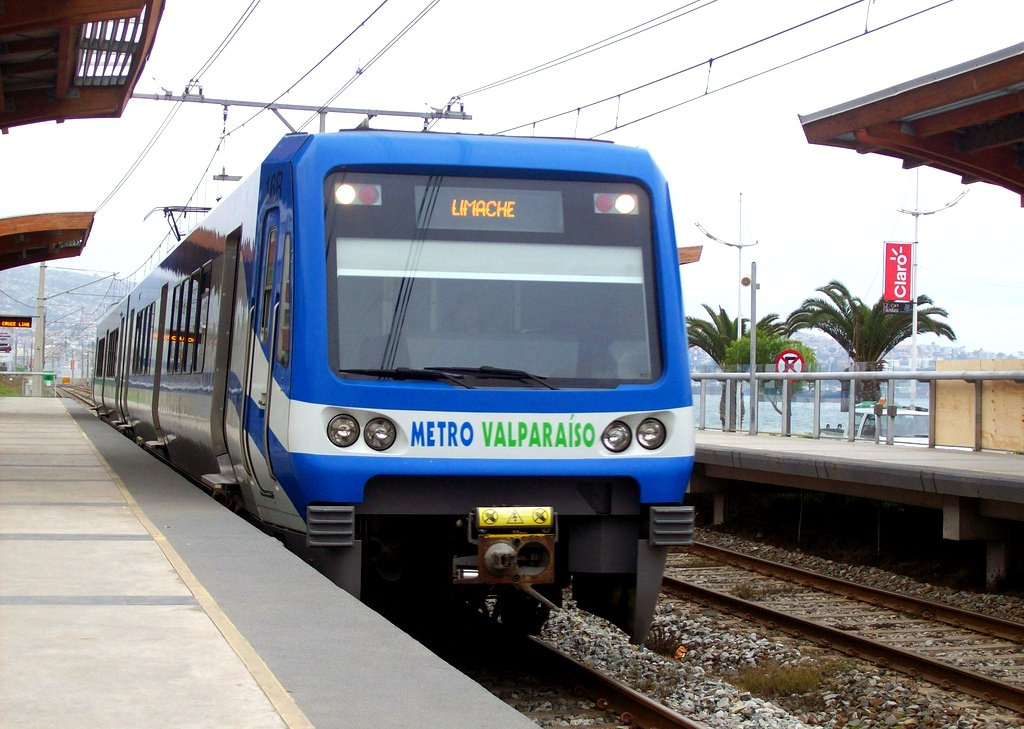
Metro Valparaiso - Limache unité liée à la station de Portales

La famille des Alstom X'Trapolis est une famille de matériel roulant ferroviaire développée par Alstom pour les transports suburbains. Seule la version électrique est fabriquée (EAE), deux modèles sont actuellement proposés.

## X'Trapolis 100
Commandées en premier par Connex Melbourne pour remplacer les trains Hitachi Silver, 58 rames de 3 caisses ont été livrées de 2001 à 2004. La ville de Valparaíso au Chili en a commandé 27 éléments de 2 caisses. Ils circulent aussi en Allemagne, à Copenhague et Lisbonne. Des nouveaux exemplaires sont commandés pour la Grande-Bretagne.

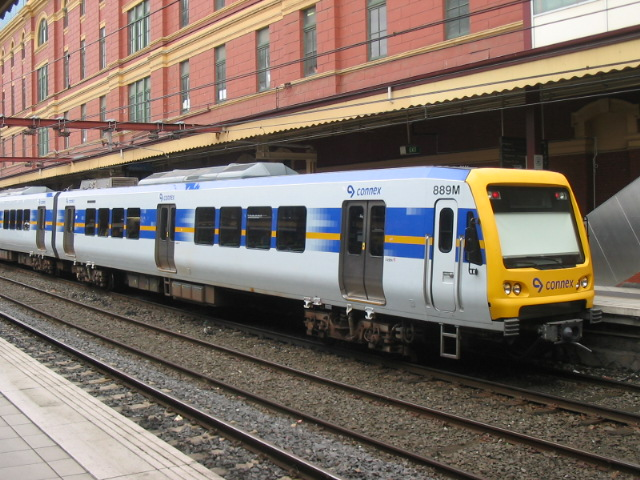
X'Trapolis at Flinders Street Station, Melbourne

## X'Trapolis Duplex

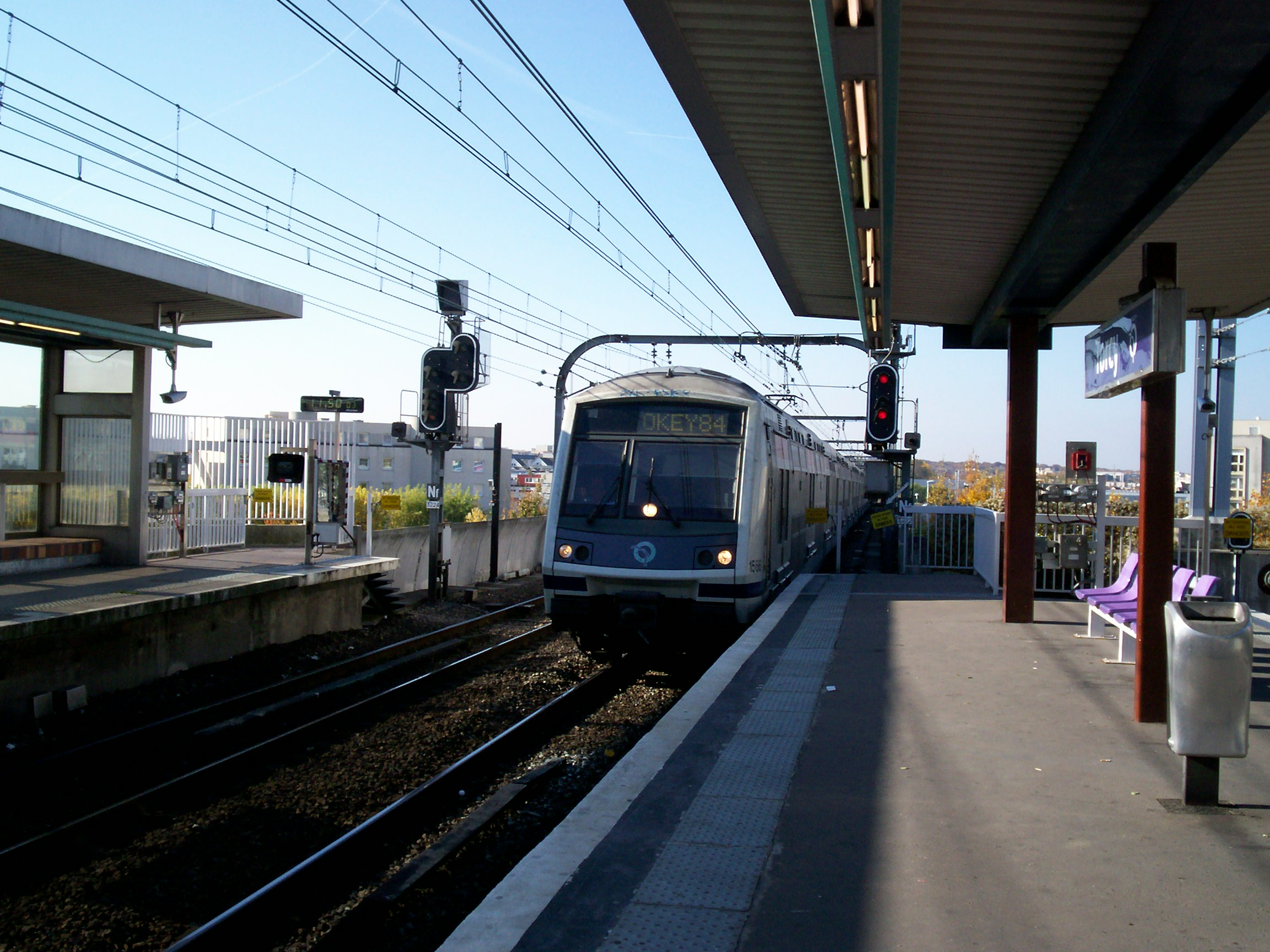
MI 2N Altéo à Torcy

C'est ce modèle qui a lancé la gamme X'Trapolis. Construit dans un consortium avec Bombardier (ANF au moment de la commande des premières rames), la seule version connue est tout simplement le MI 2N commandé par la RATP et la SNCF, respectivement pour renforcer le RER A et la construction du RER E. Elles ont été commandées en 1992 pour être mises en service le 6 juin 1997 pour le RER A, le 29 novembre 1998 sur le réseau Transilien Saint-Lazare, puis le 14 juillet 1999 avec l'inauguration du RER E. Dix ans plus tard, la RATP effectue une nouvelle commande de 60 puis 140 rames, afin de remplacer les Z 8100 et les MS 61 ; elles sont nommées MI 09.

## X'Trapolis Tagus et Z 2N

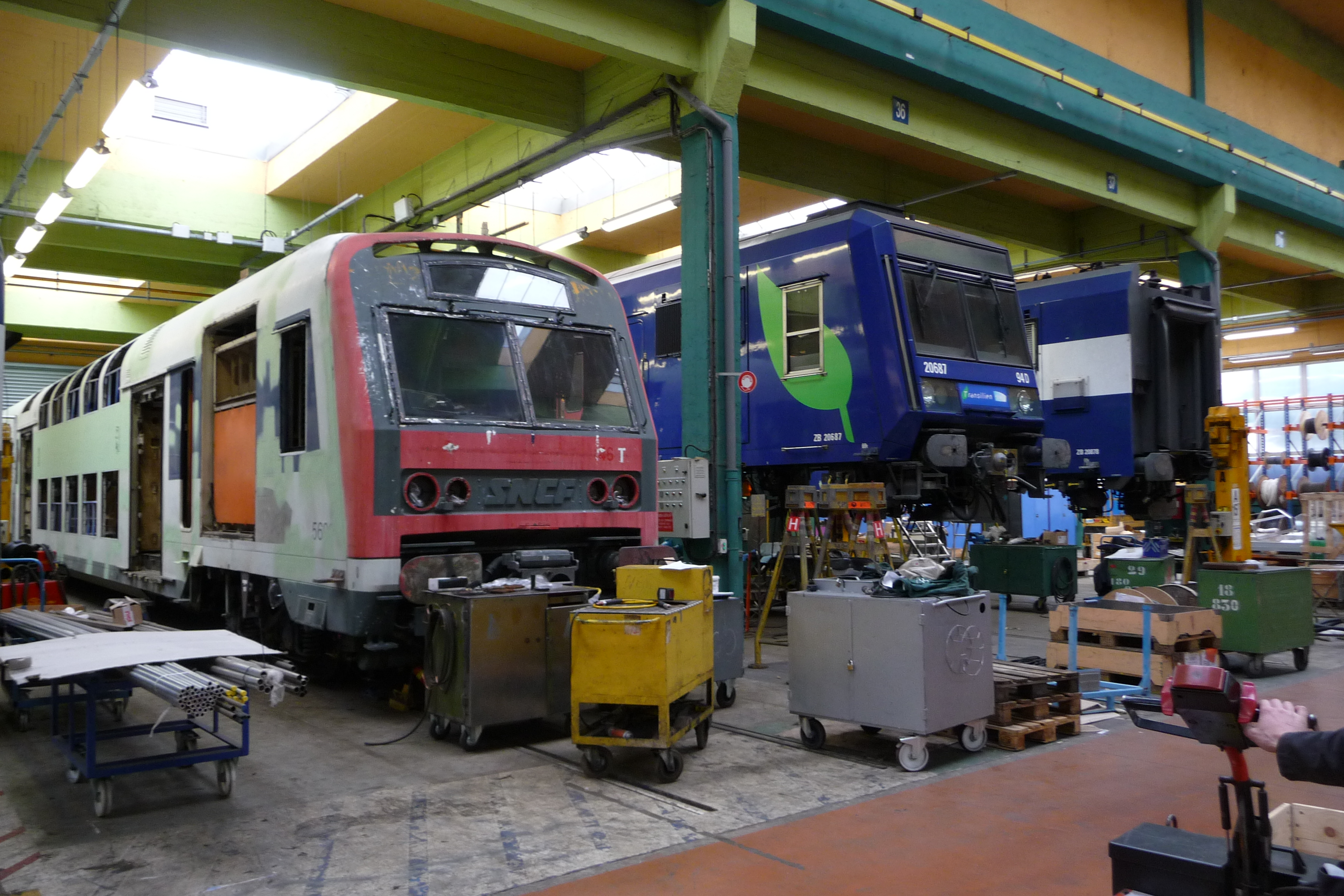
Des motrices de Z 5600 et Z 20500 en rénovation au technicentre de Saint-Pierre-des-Corps

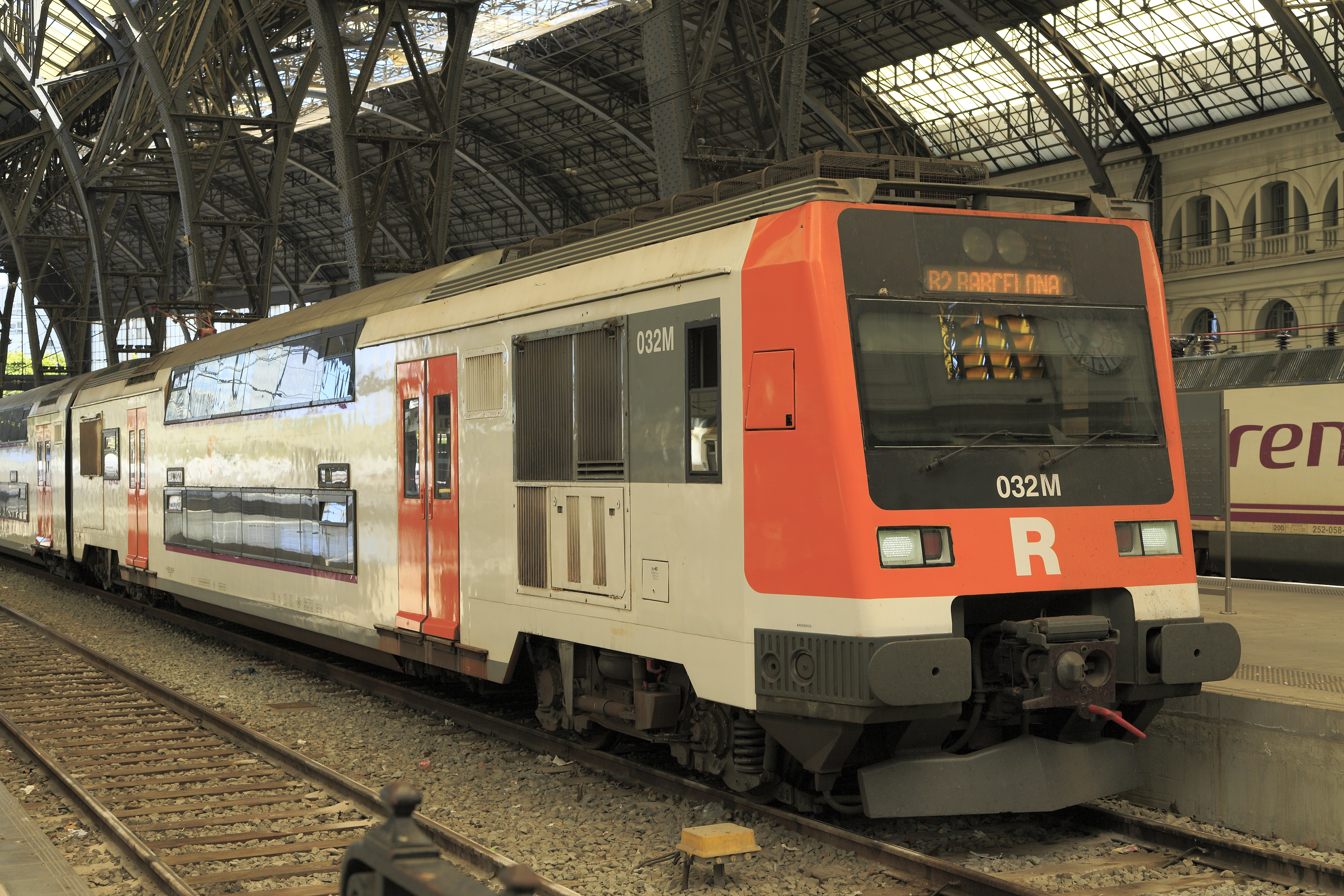
UT 450 à Barcelone gare de France

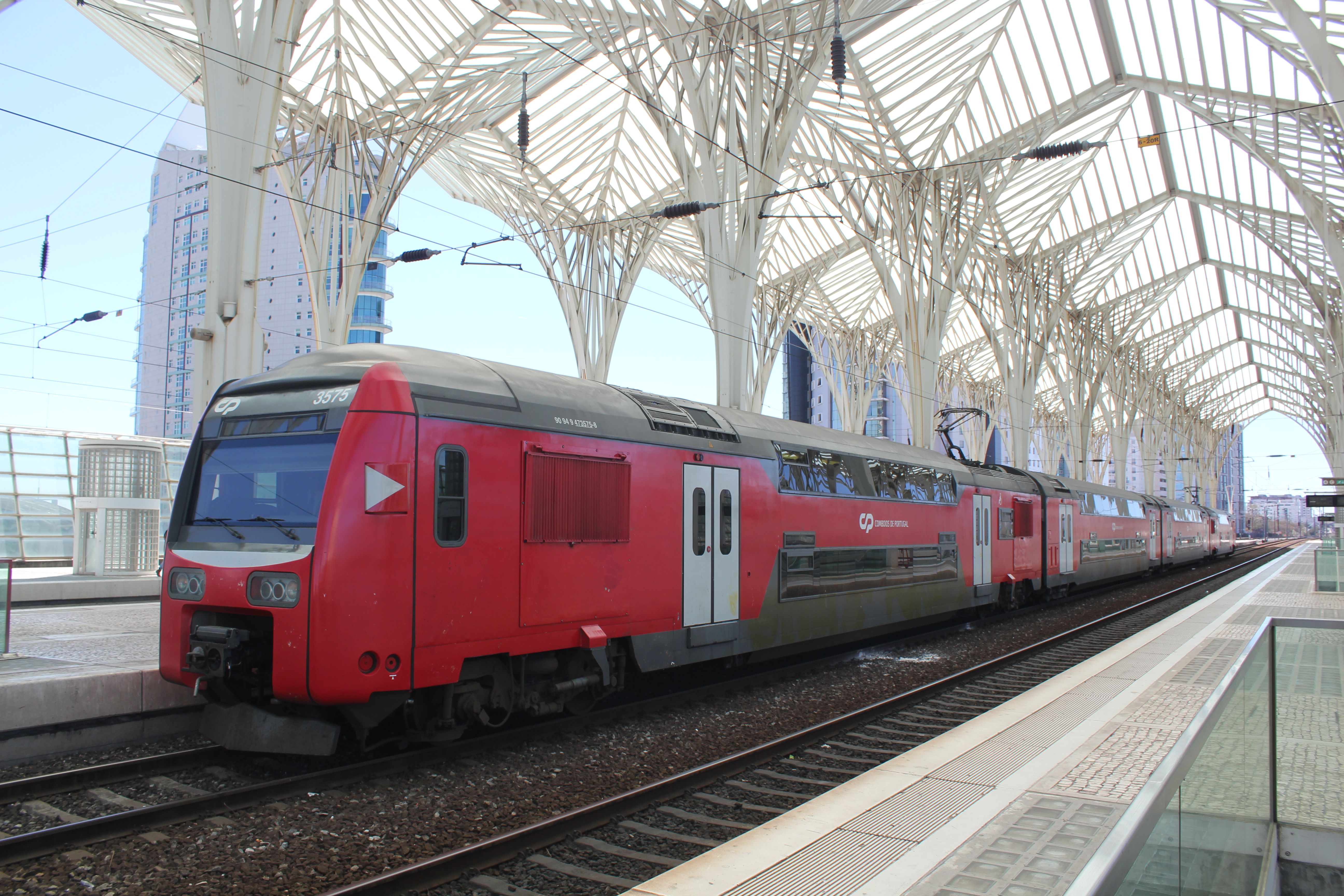
CP 3500 à Lisbonne gare d'Orient

L'origine de cette plateforme remonte à la fin  des années 1970 lorsque la SNCF chercha à obtenir une alternative aux VB2N en prévision des futures extensions du RER parisien tout juste en service. Cette alternative prendra forme en 1982 avec l'arrivée de la famille des Z 2N avec la Z 5600, s'ensuivit une version bi-courant nommée Z 8800 créée pour la future intégration de la VMI au RER C, puis les Z 20500 avec l'apparition des moteurs asynchrones en traction, destinées en premier lieu au RER D dont la livraison s'échelonna sur dix ans à partir de 1988 pour un total de 200 rames dont six seront livrées aux TER Nord-Pas-de-Calais appelées Z 92050, ces six éléments sont aujourd'hui converties en 20500 à leur rénovation en 2014. Les Z 20500 furent dérivées au début des années 1990 pour les réseaux régionaux espagnols avec la fabrication de la série 450 dont elles ont hérité l'apparence anguleuse mais diffèrent principalement par leur largeur (permise par l'écartement ibérique), l'aménagement intérieur et la climatisation. Elles seront dérivées en 1999 pour les CP en série 3500 qui ont donné le nom de la plateforme bien que les Z 2N aient été dans le catalogue Alstom en tant que modèles de la plateforme X'Trapolis. Enfin en 2001 furent construits les Z 20900 différents de leurs prédécesseurs par l'aménagement intérieur, la climatisation et la chaîne de traction ONIX (que les CP 3500 ont aussi).

## X'Trapolis Modular

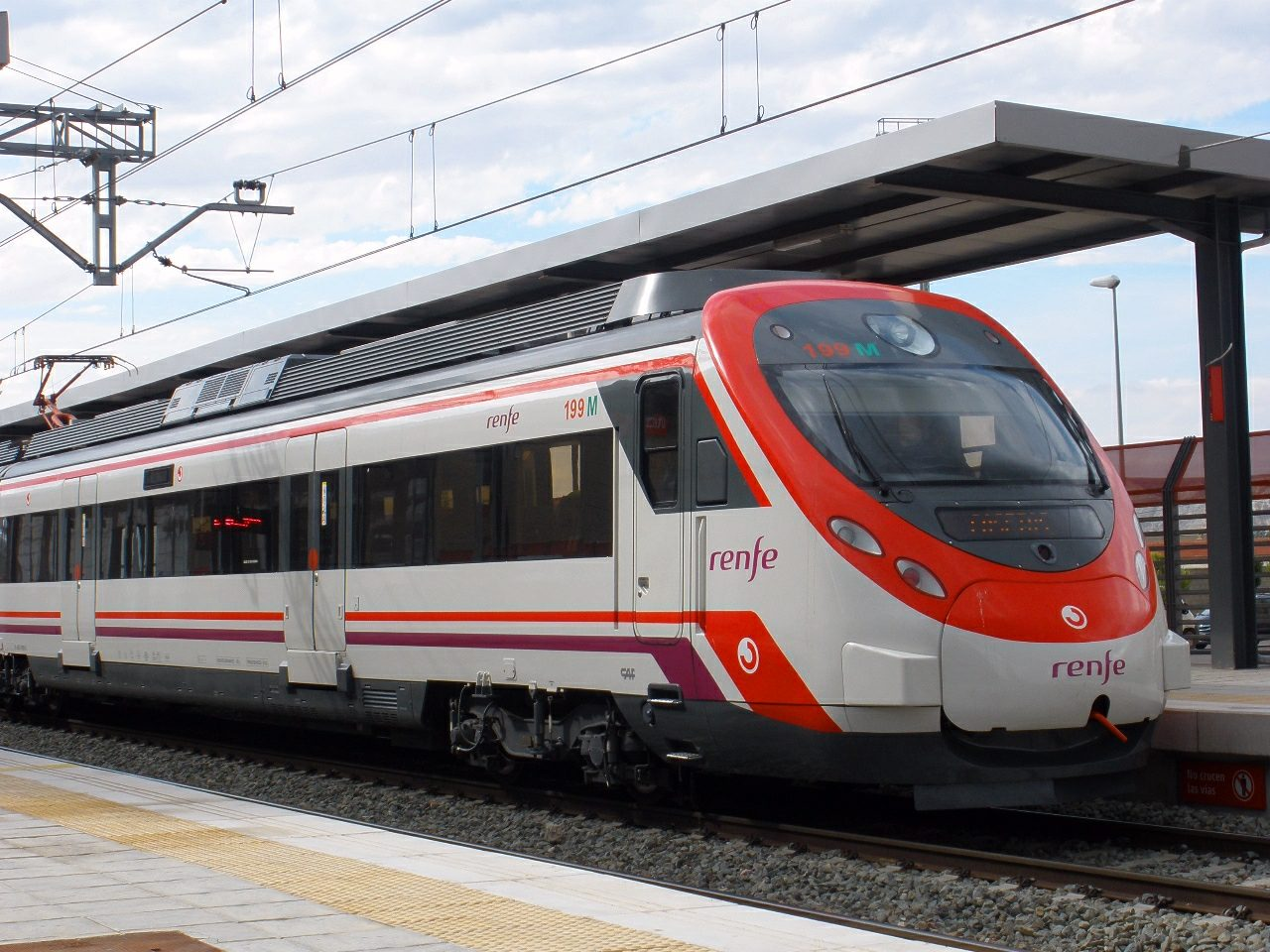
Une automotrice Civia de la RENFE

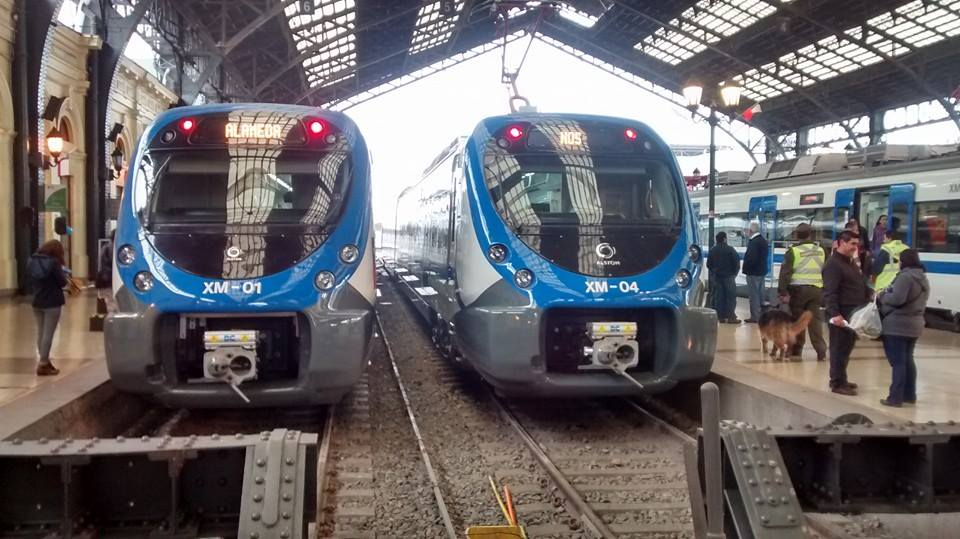
Deux X'Trapolis Modular à Estación Alameda de Santiago du Chili

Initialement construite par la CAF et Siemens puis récupérée par Alstom à partir du troisième lot de la livraison pour les Cercanias espagnols, la famille Civia de la RENFE fut construite entre 2004 et 2010 avec 5 séries dénommées UT 46* (l'étoile indique le nombre de voitures allant de deux à cinq).
En 2013 ils furent mis en service en complément des X'Trapolis 100  au Chili en conservant l'apparence générale du Civia.

## X'Trapolis Mega
Devant être mis en service courant 2016 à Johannesbourg en Afrique du Sud, prévus pour rouler avec un écartement de voie à 1,067 m ils doivent rouler à 120 km/h.
Les 20 premières des 580 rames du contrat sont assemblées au Brésil avant qu'une production locale à Dunnottar (dans le cadre d'une coentreprise associant Gibela et Alstom) ne prenne le relais. Cette nouvelle unité doit pouvoir produire jusqu'à 62 trains par an.
Z 58000 / Z 58500

## X'Trapolis Cityduplex
Ces nouvelles rames ont été commandées par la SNCF et Île-de-France Mobilités qui les désignent sous l'appellation RER NG, pour équiper les lignes D et E du RER. Ces rames seront à deux niveaux et de type « boa », c'est-à-dire sans séparation entre les voitures. 
Ces rames seront construites dans le cadre d'un consortium Alstom-Bombardier et livrées à partir de 2021.

## En 2021
La RENFE commande pour le marché espagnol 152 trains pour 1,4 milliard d'euros.
Les chemins de fer irlandais (Iarnród Éireann Irish Rail) ont commandé 19 X'trapolis à 5 caisses (6 EMU + 13 BEMU bimode (électrique/batterie) pour 270 millions d'euros, incluant 15 ans de maintenance par Alstom. Ce contrat cadre, d'une durée de 10 ans, permettra la fourniture de 750 caisses, dans le cadre du projet DART+.